# نيلسون دبليو. تشيني
نيلسون دبليو. تشيني هو سياسي أمريكي، ولد في 27 يونيو 1875، وتوفي في 23 نوفمبر 1944. نشط حزبياً في الحزب الجمهوري. وقد انتخب عضو جمعية ولاية نيويورك ‏ وانتخب عضو مجلس ولاية نيويورك ‏.